# Prédecelle
La Prédecelle est une rivière du département de l'Essonne et un affluent de la Rémarde.

## Géographie
La longueur de son cours d'eau est de 19,1 km.
Elle prend sa source à Choisel, dans la hameau de Prédecelle, au sud du Château de Breteuil, et conflue avec la Rémarde sur la commune de Saint-Maurice-Montcouronne.

## Communes traversées
Elle traverse les communes de :
. Cernay-la-Ville 
- Choisel
- Pecqueuse
- Limours
- Forges-les-Bains
- Briis-sous-Forges
- Vaugrigneuse
- Courson-Monteloup
- Saint-Maurice-Montcouronne
- Le Val-Saint-Germain

## Liens